# Kloster Val-des-Choues

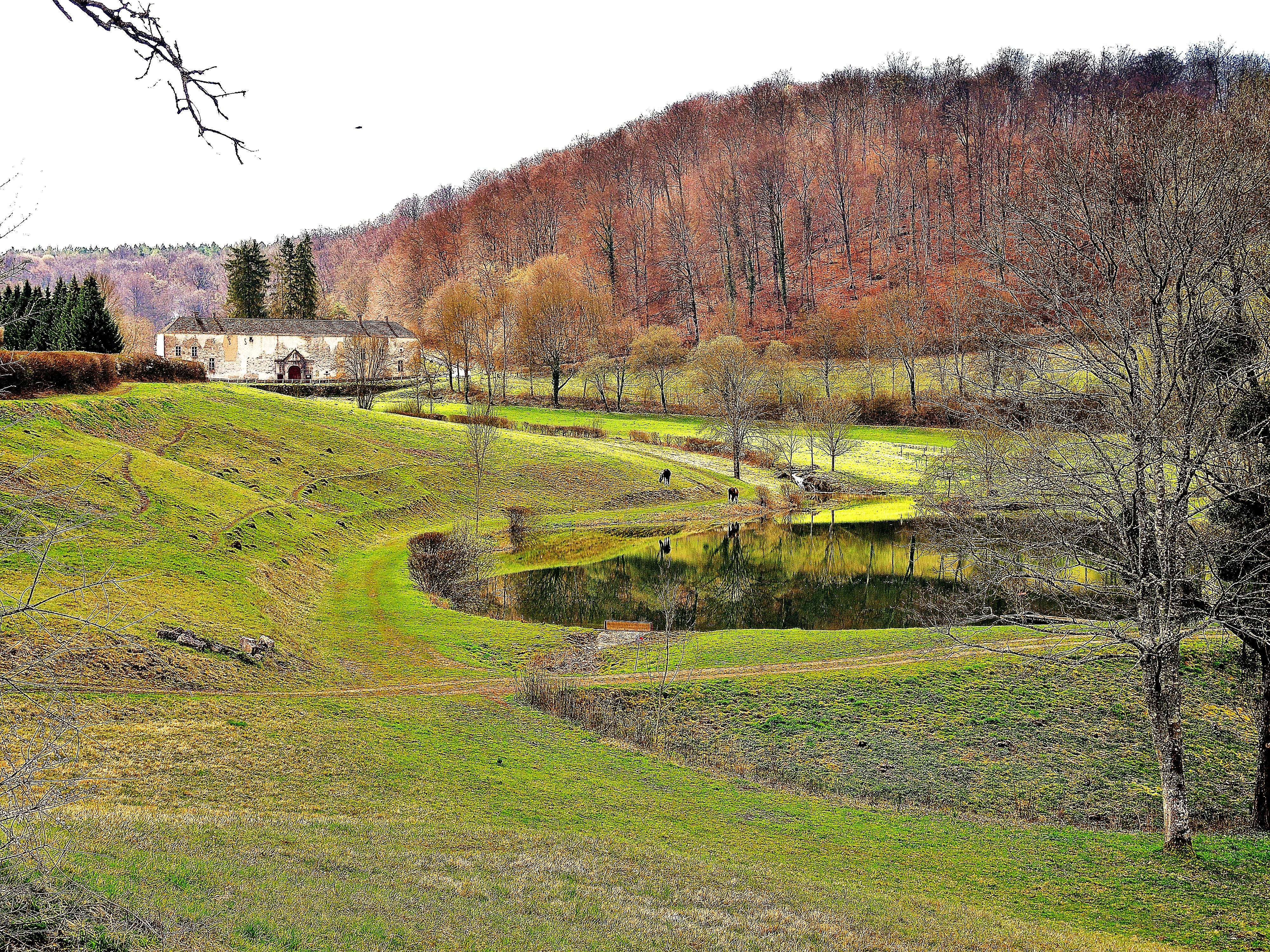
Kloster Val-des-Choues

Das Kloster Val-des-Choues (auch: Val-des-Choux) war von 1193 bis 1762 ein römisch-katholisches Männerkloster eigener Kongregation, dann bis 1791 Teil des Zisterzienserklosters Kloster Sept-Fons, in Villiers-le-Duc im Département Côte-d’Or in Frankreich. Die erhaltenen Gebäude sind seit 1992 als Monument historique klassifiziert.

## Geschichte
Herzog Odo III. von Burgund gründete im Jahr 1193 im Wald von Châtillon-sur-Seine zwischen Villiers-le-Duc und Essarois (unweit des bereits existierenden ehemaligen Kartäuserklosters Lugny in Recey-sur-Ource) das Mönchskloster Vallis Caulium (französisch: Val des Choues „Eulental“ oder Val des Choux „Tal des Kohls“). Das Kloster befolgte eine Regel, die Elemente der Kartäuser und der Zisterzienser enthielt und bildete (als Großpriorat) mit den von ihm gegründeten rund 30 Tochterklöstern eine eigene Kongregation, den Caulitenorden. Im Jahr 1762 wurde es von Kloster Sept-Fons übernommen und damit zisterziensisch (die Töchter waren überwiegend schon vorher aufgelöst). Sept-Fons gab ihm den Namen Val Saint-Lieu. Infolge der Französischen Revolution kam es im Jahr 1791 zur Schließung des Klosters und zum Abbau der Gebäude. Die Restgebäude, die heute ein Jagdzentrum (mit Hundemeute) beherbergen, stehen unter Denkmalschutz. Ein Verein zur Erhaltung der Abtei hat seit den 1990er Jahren die Besichtigung ermöglicht und einen Barockgarten angelegt.

## Tochtergründungen (Auswahl)
- 1188–18. Jahrhundert: Uchon in Uchon, Département Saône-et-Loire, Peugniez S. 75.
- 1197–1742: Clairlieu in Pâlis, heute: Aix-Villemaur-Pâlis, Reste, Peugniez S. 122.[2]
- Vor 1235–1763: Vausse in Châtel-Gérard Département Yonne, Peugniez S. 85.
- Vor 1213–1769: Sainte-Barbe in Lavau (Département Yonne), keine Reste, Peugniez S. 76.
- 1214–1784: L’Épeau in Donzy, Reste, Peugniez S. 71.
- 1216: Val-Croissant in La Motte-Ternant, Peugniez S. 68.[3]
- 1216–1790: La Genevroye in Soncourt-sur-Marne, Reste, Peugniez S. 138.
- 1219: Vauclair/Val Bruant in Giey-sur-Aujon, heute Brauerei, Peugniez S. 141.[4]
- 1224–1621: L’Abbayotte in Magny-sur-Tille, ab 1363 in Dijon, Peugniez S. 59.
- 1230–1545: Ardchattan am Loch Etive in Ardchattan and Muckairn, Argyll and Bute (Schottland), Peugniez S. 945.
- 1230–1585: Beauly Priory in Beauly (Schottland), Peugniez S. 950.
- 1230: Pluscarden (Elgin (Moray)) in Schottland, heute benediktinisch, Peugniez S. 952.
- 1234–16. Jahrhundert: Le Val-Dieu in Lachy, Peugniez S. 134.
- Vor 1248–1779: Valduc, in Salives, keine Reste, Peugniez S. 69.
- Vor 1248: Remonvaux in Liffol-le-Petit, Peugniez S. 140.
- Vor 1250: Saint-Nicolas de Réveillon in Entrains-sur-Nohain, Peugniez S. 71.
- 1250: Beaupré in Soumaintrain (Département Yonne), Peugniez S. 76.
- 1250: Val-Saint-Benoît in Épinac, seit 1982 Kloster Notre-Dame d’Adoration (Monastische Familie von Betlehem, der Aufnahme Mariens in den Himmel und des heiligen Bruno), Peugniez S. 76.[5]
- 1255: Royalpré in Cricqueville-en-Auge, Peugniez S. 251.
- Beaulieu in Clamecy, Peugniez S. 70.

### Handbuchliteratur
- Gallia Christiana 4, Spalte 742–745 („Vallis-Caulium“, mit Priorenliste bis 1698).
- Leopold Janauschek: Originum Cisterciensium tomus 1, Wien 1877, S. LIV, LXVII und LXXII.
- Laurent Henri Cottineau: Répertoire topo-bibliographique des abbayes et prieurés. Bd. 2. Protat, Mâcon 1939–1970. Nachdruck: Brepols, Turnhout 1995. Spalte 3257.
- Bernard Peugniez: Le Guide Routier de l’Europe Cistercienne. Editions du Signe, Straßburg 2012, S. 69 und 317 („Val-des-Choues“).
- Gereon Christoph Maria Becking: Zisterzienserklöster in Europa. Kartensammlung. Lukas Verlag Berlin 2000, ISBN 3-931836-44-4, Blatt 33 B–D („Val des Choux“).